# Clifford Smith (director)

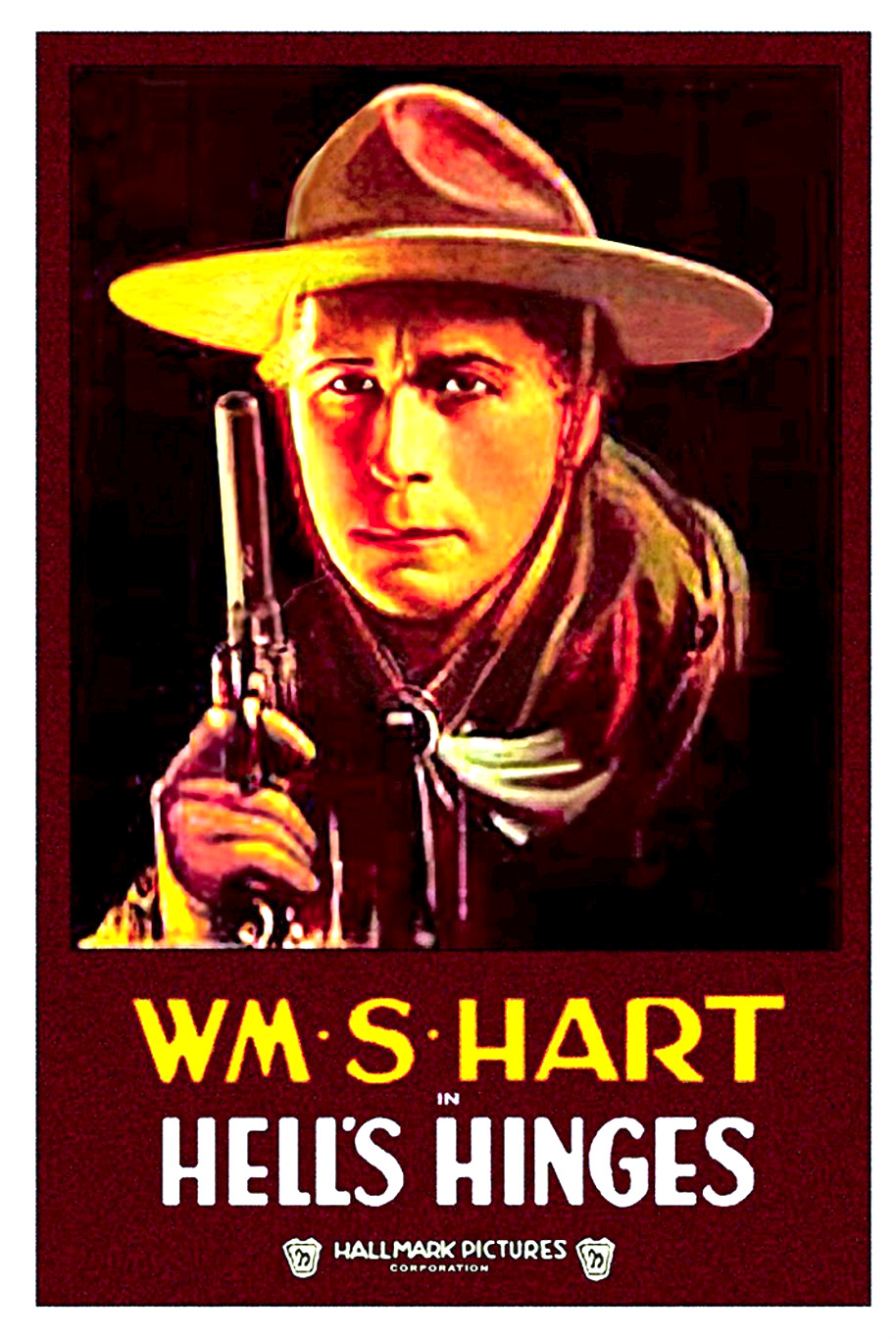
Póster del film Hell's Hinges, con William S. Hart, dirigido por Clifford Smith.

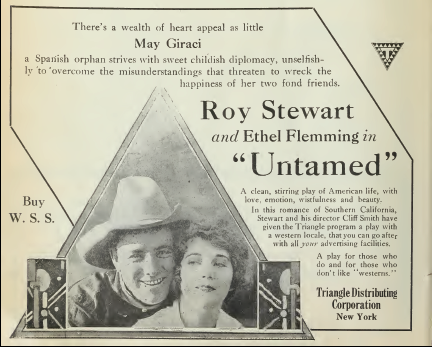
Anuncio del film Untamed, con Roy Stewart, dirigido por Clifford Smith.

Clifford Smith (22 de agosto de 1894 – 17 de septiembre de 1937) fue un director y actor cinematográfico de nacionalidad estadounidense, cuya carrera transcurrió principalmente en la época del cine mudo. Dirigió cerca de unos 70 filmes entre 1915 y 1937, trabajando ocasionalmente como ayudante de dirección, productor y guionista. Su especialidad fueron los westerns y los seriales cinematográficos.

## Biografía
Nacido en Richmond, Indiana, inició su carrera como actor en 1912 con el film The Deserter, de Thomas H. Ince. La primera cinta que dirigió fue el cortometraje The Roughneck, estrenada en 1915 por la compañía Kay-Bee Pictures, empresa cinematográfica que trabajó entre 1912 y 1918. Dirigió varios cortometrajes de género western entre 1915 y 1916, algunos sin aparecer en los créditos, para Kay-Bee, y que protagonizaba William S. Hart.
En 1917 dirigió para Universal Pictures el corto June Madness. También dirigió varios filmes protagonizados por Roy Stewart y producidos por Triangle Film Corporation, y en 1920 dirigió los filmes The Cyclone y Three Gold Coins, protagonizados por Tom Mix para Fox Film. A partir de 1924 dirigió también varias producciones de Universal Pictures con Al y Jack Hoxie, como Ridgeway of Montana (1924) y The Back Trail (1924), y con Hoot Gibson, como The Man in the Saddle (1926). También dirigió en colaboración con otros directores, como Alan James y Lynn Reynolds. Smith también fue director de algunas producciones de MGM, como The Valley of Hell, estrenada en 1927.
Junto a Ford Beebe, dirigió en 1936 el serial Ace Drummond, con un total de 13 capítulos, producido por Universal Pictures. Posteriormente rodó otros seriales en colaboración con Beebe, entre ellos Jungle Jim y Radio Patrol, la última producción dirigida por él, y estrenada en 1937, un mes después de su muerte. 
Como actor, Smith trabajó en 10 películas entre 1912 y 1936, destacando su participación en el cortometraje Lure of the Violin en 1913, y en Les Misérables (1935).
También trabajó como productor, rodando 5 filmes entre 1921 y 1922, 4 de ellos (The Good Black Sheep, Western Hearts, Crossing Trails, Daring Danger) para Cliff Smith Productions, su propia compañía cinematográfica, que operó desde 1921 a 1922. Además, fue guionista de Western Hearts, cinta interpretada por Josie Sedgwick en 1921.
Clifford Smith falleció a causa de un peritonitis en Los Ángeles, California, en 1937, a los 43 años de edad.

## Selección de su filmografía

### Director
- The Roughneck, codirigida con William S. Hart (1915)
- The Taking of Luke McVane (1915)
- The Disciple, codirigida con William S. Hart (1915)
- Hell's Hinges, codirigida con Charles Swickard y William S. Hart (1916)
- The Aryan, codirigida con Reginald Barker y William S. Hart (1916)
- Untamed (1918)
- The Lone Hand (1920)
- The Red Rider (1925)
- Open Range (1927)
- Ace Drummond (1936)
- The Adventures of Frank Merriwell (1936)
- Jungle Jim (1937)
- Secret Agent X-9 (1937)
- Wild West Days (1937)
- Radio Patrol (1937)

### Ayudante de dirección
- The Return of Draw Egan, de William S. Hart (1916)

### Actor
- The Deserter, de Thomas H. Ince (1912)
- Under Two Flags, de Frank Lloyd (1936)